# Trofeo Mezzalama

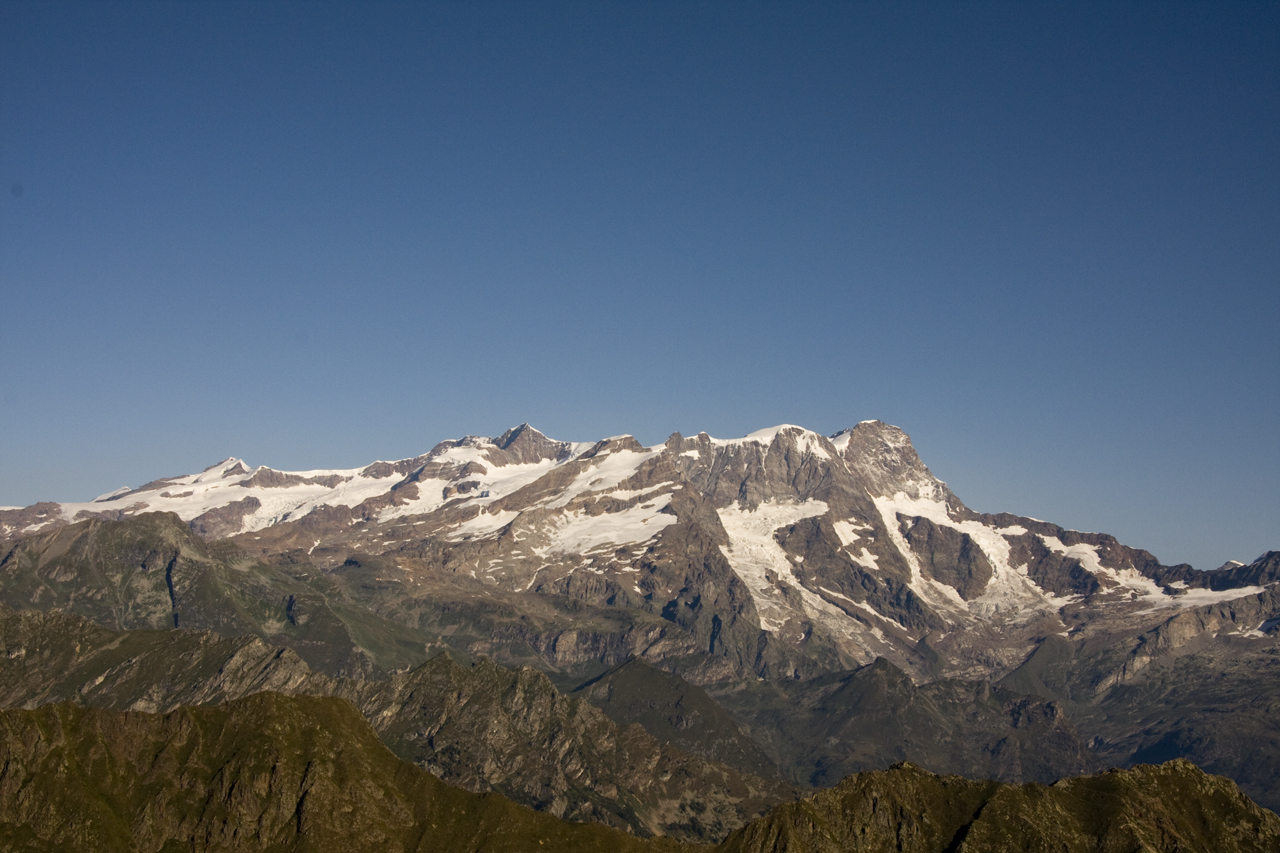
Il versante meridionale, italiano, del massiccio del Monte Rosa: la competizione si svolge dall'estremità sinistra (Polluce e Castore), alla parte centrale (ghiacciaio del Lys) della foto.

Il Trofeo Mezzalama, dal nome del pioniere dello scialpinismo Ottorino Mezzalama, è una gara internazionale di sci alpinismo con attrezzatura classica che si svolge sul massiccio del Monte Rosa, nota anche come Maratona bianca, dal nome dell'omonimo film del 1935 di Mario Craveri.

## Storia
Venne fondata nel 1933 dallo Ski Club Torino, dal Club Alpino Italiano di Torino e dal Club Alpino Accademico per ricordare Ottorino morto tragicamente nel 1931.
A causa dei lunghi periodi bellici, dei ricorrenti capricci meteorologici e degli alti oneri organizzativi, è stata condotta sei volte negli anni trenta, quattro volte negli anni settanta sul tracciato Colle del Teodulo-Alpe Gabiet, e otto volte dal 1997 con cadenza biennale sul tracciato, più lungo, da Breuil-Cervinia a Gressoney-La-Trinité.
Il primo trofeo fu un bronzo che ritraeva Ottorino in tenuta da sci nell'atto di impostare un cristiania (posizione per curvare). Venne vinto nel 1935, nel 1936 e per la terza volta e definitivamente nel 1937 dalla Scuola Militare Alpina.
Il film di Mario Craveri è un documentario eroico e romanzato della gara del '35, dove Giusto Gervasutti e i suoi compagni inseguono la forte squadra tedesca.
Il secondo trofeo, a tutt'oggi disperso, fu opera dello scultore Stefano Borelli, e raffigurava uno sciatore atletico e severo in maglione dolce vita, ritto sul podio del "2° trofeo Mezzalama"; nello sfondo un bassorilievo con tre scialpinisti tesi nell'approcciare una salita. Fu vinto nel 1938 dal Dopolavoro Azienda Elettrica Municipale di Milano, composta dai valtellinesi Aristinde e Severino Compagnon e Silvio Confortola. In seguito alla guerra se ne sono perse le tracce o, comunque, nel 1971, quando la competizione riprese, non fu restituito.
Il terzo trofeo non fu altro che la copia del primo in formato più ridotto, vinto nel 2009 dal Centro Sportivo Esercito, dopo le vittorie del 1971 e del 1973.
Nel 2010 la competizione è stata inserita nel circuito internazionale Grande Course, insieme a Pierra Menta, Adamello Ski Raid, Patrouille des Glaciers e Tour du Rutor. Nel 2007 e 2009 il Trofeo si è svolto anche sotto l'egida della FISI.
Nel 2011 si è reso necessario inventare un nuovo trofeo. La fondazione valdostana che dal 1997 organizza la gara (Fondazione Trofeo Mezzalama) ha quindi bandito un concorso tra gli artisti valdostani. Dei lavori di questi, esposti in anteprima alla fiera di Sant'Orso e a Gressoney durante il periodo pasquale, è stato scelto quello di Giuseppe Binel di Donnas.

## Il percorso

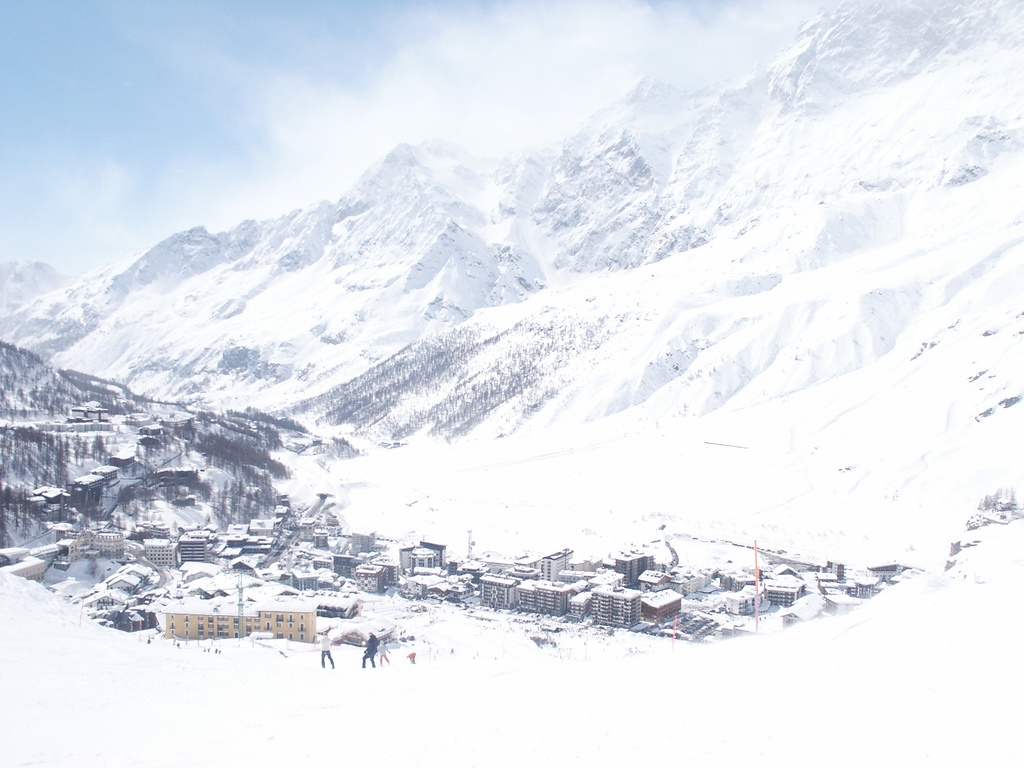
Breuil Cervinia

La partenza è in linea con squadre composte da due atleti in cordata. Fino alla 23° edizione (2023), le cordate erano composte da tre atleti.
La partenza avviene a Breuil-Cervinia, in Valtournenche (2.000 m), verso il Colle del Breithorn (3.826 m), il Passo di Verra (3.848 m) e il Castore (4.226 m); attraverso il Ghiacciaio del Felik (3.719 m) si passa in Val d'Ayas, per poi giungere in Val di Gressoney attraverso il Passo del Naso del Lyskamm (4.150 m); giunti al rifugio città di Mantova (3.498 m), inizia l'ultima discesa verso il traguardo, a Gressoney-La-Trinité (1.637 m), che si raggiunge dopo 45 chilometri e un dislivello in salita di 2.862 metri e un dislivello in discesa di 3.145 metri.
Nell'edizione 2015 è stato sperimentato un percorso differente e la gara è stata fatta partire da Gressoney la Trinitè con arrivo a Cervinia. Questo ha comportato un aumento del dislivello complessivo di circa 350 metri e la variazione dei cancelli orari.

## Albo d'oro
Nella seguente tabella i vincitori dalla prima edizione del 1933.
| #  | Data              | Uomini                     | Uomini                                                    | Donne                    | Donne                                                       | Miste         | Miste                          |
| #  | Data              | Team                       | Atleti                                                    | Team                     | Atleti                                                      | Team          | Atleti                         |
| -- | ----------------- | -------------------------- | --------------------------------------------------------- | ------------------------ | ----------------------------------------------------------- | ------------- | ------------------------------ |
| 1  | 28 maggio 1933    |                            | Luigi Carrel Antonio Gaspard Piero Maquignaz              |                          |                                                             |               |                                |
| 2  | 19 maggio 1934    |                            | Alberto Chenoz Francesco Chenoz Bartolomeo Carrel         |                          |                                                             |               |                                |
| 3  | 26 maggio 1935    |                            | Enrico Silvestri Carlo Ronc Attilio Chenoz                |                          |                                                             |               |                                |
| 4  | 13 giugno 1936    | Truppe Alpine, I Squadra   | Francesco Vida Carlo Ronc Luigi Perenni                   |                          |                                                             |               |                                |
| 5  | 19 giugno 1937    |                            | Giuseppe Fabre Luigi Perenni Anselmo Viviani              |                          |                                                             |               |                                |
| 6  | 11 giugno 1938    |                            | Aristide Compagnoni Severino Confortola Silvio Confortola |                          |                                                             |               |                                |
| 7  | 11 settembre 1971 | Centro Sportivo Esercito   | Gianfranco Stella Aldo Stella Roberto Stella              |                          |                                                             |               |                                |
| 8  | 1º giugno 1973    | Centro Sportivo Esercito   | Gianfranco Stella Aldo Stella Palmiro Serafini            |                          |                                                             |               |                                |
| 9  | 10 maggio 1975    |                            | Renzo Meynet Osvaldo Ronc Mirko Stangalino                |                          |                                                             |               |                                |
| 10 | 29 aprile 1978    |                            | Rudolf Kapeller Karl Sinzinger Josef Hones                |                          |                                                             |               |                                |
| 11 | 3 maggio 1997     | Skyrunners                 | Fabio Meraldi Enrico Pedrini Omar Oprandi                 | Altitude Tre             | Bice Bones Brunella Parolini Fabiana Battel                 |               |                                |
| 12 | 24 aprile 1999    | Centro Sportivo Forestale  | Fulvio Mazzocchi Leonardo Follis Luciano Fontana          | Skyrunners               | Gloriana Pellissier Danielle Hacquard Véronique Lathuraz    |               |                                |
| 13 | 28 aprile 2001    | Polisp. di Albosaggia      | Graziano Boscacci Ivan Murada Heinz Blatter               | Skyrunners F             | Gloriana Pellissier Arianna Follis Alexia Zuberer           |               |                                |
| 14 | 3 maggio 2003     | Gardes-Frontiere SUI 1     | Damien Farquet Rico Elmer Rolf Zurbrügg                   | Italia - Svizzera        | Cristina Favre-Moretti Arianna Follis Chiara Raso           |               |                                |
| 15 | 21 aprile 2005    | Team Savoie Haute Savoie   | Stéphane Brosse Patrick Blanc Guido Giacomelli            | Corrado Gex6             | Gloriana Pellissier Christiane Nex Natascia Leonardi        |               |                                |
| 16 | 29 aprile 2007    | Team Valtellina            | Guido Giacomelli Jean Pellissier Florent Troillet         | FISI F                   | Francesca Martinelli Roberta Pedranzini Gloriana Pellissier |               |                                |
| 17 | 2 maggio 2009     | Centro Sportivo Esercito   | Manfred Reichegger Matteo Eydallin Denis Trento           | Team Ski Trab            | Francesca Martinelli Roberta Pedranzini Laëtitia Roux       |               |                                |
| 18 | 1º maggio 2011    | Kílian-Didier-William      | Kílian Jornet i Burgada William Bon Mardion Didier Blanc  | Team Ski Trab            | Francesca Martinelli Roberta Pedranzini Gloriana Pellissier |               |                                |
| 19 | 4 maggio 2013     | Centro Sportivo Esercito 1 | Manfred Reichegger Damiano Lenzi Matteo Eydallin          | Team La Sportiva Women   | Laura Besseghini Raffaella Rossi Elena Nicolini             |               |                                |
| 20 | 2 maggio 2015     | Italia 1                   | Matteo Eydallin Michele Boscacci Damiano Lenzi            | Emelie/Axelle/Jennifer F | Emelie Forsberg Axelle Mollaret Jennifer Fiechter           |               |                                |
| 21 | 27 aprile 2017    | Italia 1                   | Matteo Eydallin Michele Boscacci Damiano Lenzi            | Forsberg Fiechter Roux F | Emelie Forsberg Laetitia Roux Jennifer Fiechter             |               |                                |
| 22 | 28 aprile 2019    | Centro Sportivo Esercito 1 | Matteo Eydallin Michele Boscacci Robert Antonioli         | C.S. Esercito-France     | Alba De Silvestro Axelle Mollaret Lorna Bonnel              |               |                                |
| 23 | 22 aprile 2023    | Centro Sportivo Esercito   | Davide Magnini Matteo Eydallin Robert Antonioli           | Centro Sportivo Esercito | Alba De Silvestro Giulia Murada Giulia Compagnoni           |               |                                |
| 24 | 26 aprile 2025    | Italia 2                   | Michele Boscacci Robert Antonioli                         | France 3                 | Axelle Gachet-Mollaret Emily Harrop                         | Adidas TERREX | Werner Marti Déborah Chiarello |